# Amygdalin

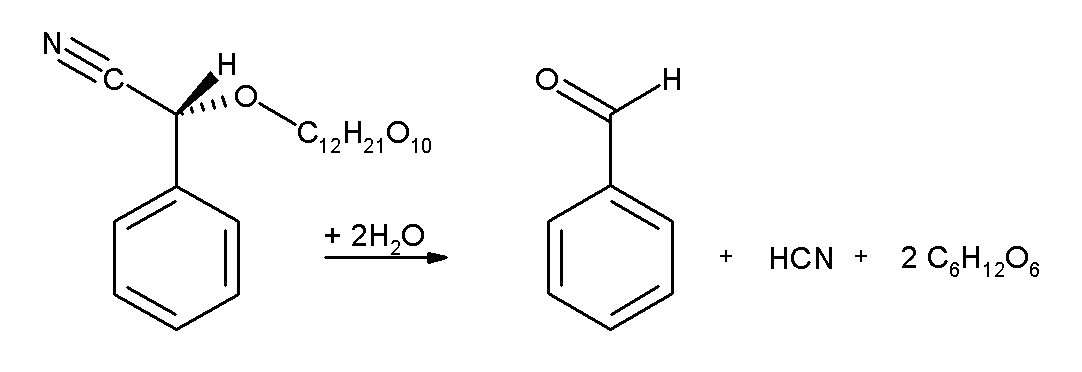
Vid nedbrytningen av amygdalin bildas bensaldehyd, vätecyanid och två D-glukos.

Amygdalin (från grekiskans ἀμυγδάλη amygdále, 'mandel') är en typ av glykosid. Den förekommer i många bittert smakande fruktkärnor från inte minst rosväxter, inklusive aprikos-, plommon- och körsbärskärnor. Bittermandel innehåller 3–4 procent amygdalin, vilken kan utvinnas genom extraktion med varm alkohol. Ämnet utkristalliseras som ett färglöst kristallpulver, som är lättlösligt i vatten och har bitter smak. 
Genom inverkan av enzymerna amygdalin-beta-glukosidas och prunasin-beta-glukosidas spaltas amygdalin (via prunasin) till två D-glukos (druvsocker) och en mandelonitril. Den senare hydrolyseras därefter till bensaldehyd (bittermandelolja) och vätecyanid (cyanväte, blåsyra) med hjälp av enzymet mandelonitril-lyas.
Syntesen utgår från fenylalanin som, med hjälp av två olika cytokrom P450, omvandlas till mandelonitril. Från denna bildas sedan amygdalin (via prunasin), med hjälp av två olika glukosyltransferaser.

## Alternativmedicin
Amygdalin förekommer inom alternativmedicinen under beteckningar som "vitamin B17" och laetril(e). Av förespråkarna har ämnet påståtts antingen förebygga, lindra eller bota cancer. Andra studier och forskningssammanställningar kring amygdalin har avfärdat alla eventuella medicinska effekter och betonar dessutom att intag av amygdalin i flera fall lett till cyanidförgiftning.